# Сасунське повстання 1894
Сасунське повстання 1894 року (вірм. 1894 Սասունի դիմադրությունը) — це ряд відповідних реакцій на погроми з боку турків і курдів проти  вірмен в Сасуні.

## Передісторія
У 1890-х роках турецька влада ухвалила рішення покласти край напівнезалежному становищу вірмен Сасуна. Для того, щоб мати привід для здійснення походу на Сасун, турецький уряд інспірував вірмено-курдські зіткнення.

## Початок самооборони
У 1891 - 1893 р.р. сасунці кілька разів відбили нападу на Сасун (Гавар) регулярних турецьких військ і добровольців, що придналися до них. 1894 року турецький уряд вжив рішучих дій для підкорення Сасуна. Навколо Сасуна була створена військова зона, зосереджені війська. Загальне керівництво наступаючими на Сасун військами було покладено на командувача 4-ї Анатолійської армії Зекі-пашу. У його розпорядженні було 12 тис. турецьких солдатів; сюди ж були перекинуті з Діярбакиру піхотний корпус Осман-паша, Нурі-Гази (3 тис. солдатів), два кінних полки з  Ерзнка та  Муша піхотний полк з Каріну та інші сили, до яких приєдналися кілька тисяч охочих до здобичі турецьких і курдських башибузуків. Для відбиття ворога сасунці на чолі з Амбарцумом Бояджияном  підготувалися до самооборони. Головний удар турки завдали в липні з Сасуні - в районі сіл Шенік і Семал, але, зазнавши значних втрат, відступили. На початку серпня турки повторили атаку на тому ж напрямку, але знову були відбиті. 3 серпня турецькі війська вторглися в Шатах. Вірмени, ведучи запеклі бої, відступили до Геліегузану, потім до гори Андок. Переважаючі сили турків взяли в облогу гору і 13 серпня перейшли в наступ. Вірмени чинили опір до 27 серпня, але внаслідок того, що боєприпаси і продовольство вичерпалися, відступили до висот Кепіна і ущелин Талворіка. Тут сасунці були оточені переважаючими силами ворога і перебиті. Жінки, що билися пліч-о-пліч з чоловіками, щоб не потрапити до рук ворога, кидалися зі скель в прірви. У боях загинуло багато героїв визвольної боротьби, в тому числі і Грго (Г. Мосеян). Був полонений і закутим доставлений в Муш Геворк Чауш. Турецькі війська, продовжуючи наступ, розорили близько 40 вірменських сіл Сасуна, вирізавши їх беззахисне населення (понад 20 тис. осіб).

## Відгуки світової громадськості
Події 1894 року в Сасуні отримали широкий міжнародний резонанс. Прогресивні громадські діячі ряду країн виступили на захист сасунців. Різанина в Сасуні спонукала уряди Великої Британії,  Франції і  Росії надати турецькому уряду програму проведення в Західній Вірменії реформ (див .: «Травневі реформи» 1895 року), передбачених  Берлінським конгресом 1878 року. Сасунська різанина 1894 року була початком масових погромів  вірмен в Туреччині в кінці XIX століття, а на початку ХХ - геноциду.